# Hinata Miyazawa
Hinata Miyazawa (jap. 宮澤 ひなた, Miyazawa Hinata; * 21. November 1999 in Minamiashigara) ist eine japanische Fußballnationalspielerin.

## Karriere

### Vereine
Sie begann ihre Karriere bei Nippon TV Beleza. Sie trug 2018 zum Gewinn der Meisterschaft bei. 2019 gewann sie mit NTV die erstmals ausgetragene AFC Women’s Club Championship. Von 2021 bis 2023 spielte sie für die Mynavi Sendai Ladies. Zur Saison 2023/24 wurde sie vom englischen Erstligisten Manchester United W.F.C. verpflichtet.

### Nationalmannschaft
Mit der U16-Nationalmannschaft qualifizierte sie sich durch den zweiten Platz bei der U16-Asienmeisterschaft 2015, bei der sie mit fünf Toren in fünf Spielen zweitbeste Torschützin war, für die U17-Weltmeisterschaft der Frauen 2016. Hier kam sie in allen sechs Spielen zum Einsatz und erzielte ein Tor beim 3:2-Sieg im Gruppenspiel gegen die USA. Bei beiden Turnieren verloren sie im Finale gegen Nordkorea.
Mit der U19-Nationalmannschaft gewann sie die U19 Asienmeisterschaft 2017. Dabei erzielte sie in drei Spielen drei Tore. Im Finale konnten sie diesmal gegen Nordkorea gewinnen. Durch den Finaleinzug qualifizierten sie sich für die U20-Weltmeisterschaft der Frauen 2018. Hier kam sie in sechs Spielen zum Einsatz und erzielte das erste Tor beim 3:1-Finalsieg gegen Spanien.
Miyazawa absolvierte ihr erstes Länderspiel für die A-Nationalmannschaft am 11. November 2018 gegen Norwegen. Für die WM 2019 und die wegen der COVID-19-Pandemie um ein Jahr verschobenes Olympisches Fußballturnier in Tokio wurde sie nicht nominiert. Ihr erstes großes Turnier mit der A-Nationalmannschaft war die Asienmeisterschaft im Januar 2022. Hier kam sie in den drei Gruppenspielen zum Einsatz. Beim 7:0-Viertelfinalsieg gegen Thailand erzielte sie ihr erstes A-Länderspieltor. Sie wurde auch im Halbfinale gegen China einsetzt, das im Elfmeterschießen verloren wurde, bei dem sie jedoch nicht mehr mitwirkte. Durch den Einzug ins Halbfinale hatten sich die Japanerinnen aber als erste Mannschaft nach den Gastgeberinnen für die WM 2023 qualifiziert. Bei der WM 2023 schied sie mit Japan im Viertelfinale gegen Schweden aus dem Turnier aus. Sie wurde mit fünf erzielten Toren Torschützenkönigin. Nach ihrer Landsfrau Homare Sawa, die 2011 Torschützenkönigin wurde, ist sie die zweite Spielerin, der dies mit fünf Toren gelang.

## Titel
Nationalmannschaft
- U20-Weltmeisterschaft 2018
- U19-Asienmeisterschaft 2017

Vereine
- Japanischer Meister 2018, 2019
- AFC Championship-Sieger 2019